# Becton Dickinson Rowa Germany

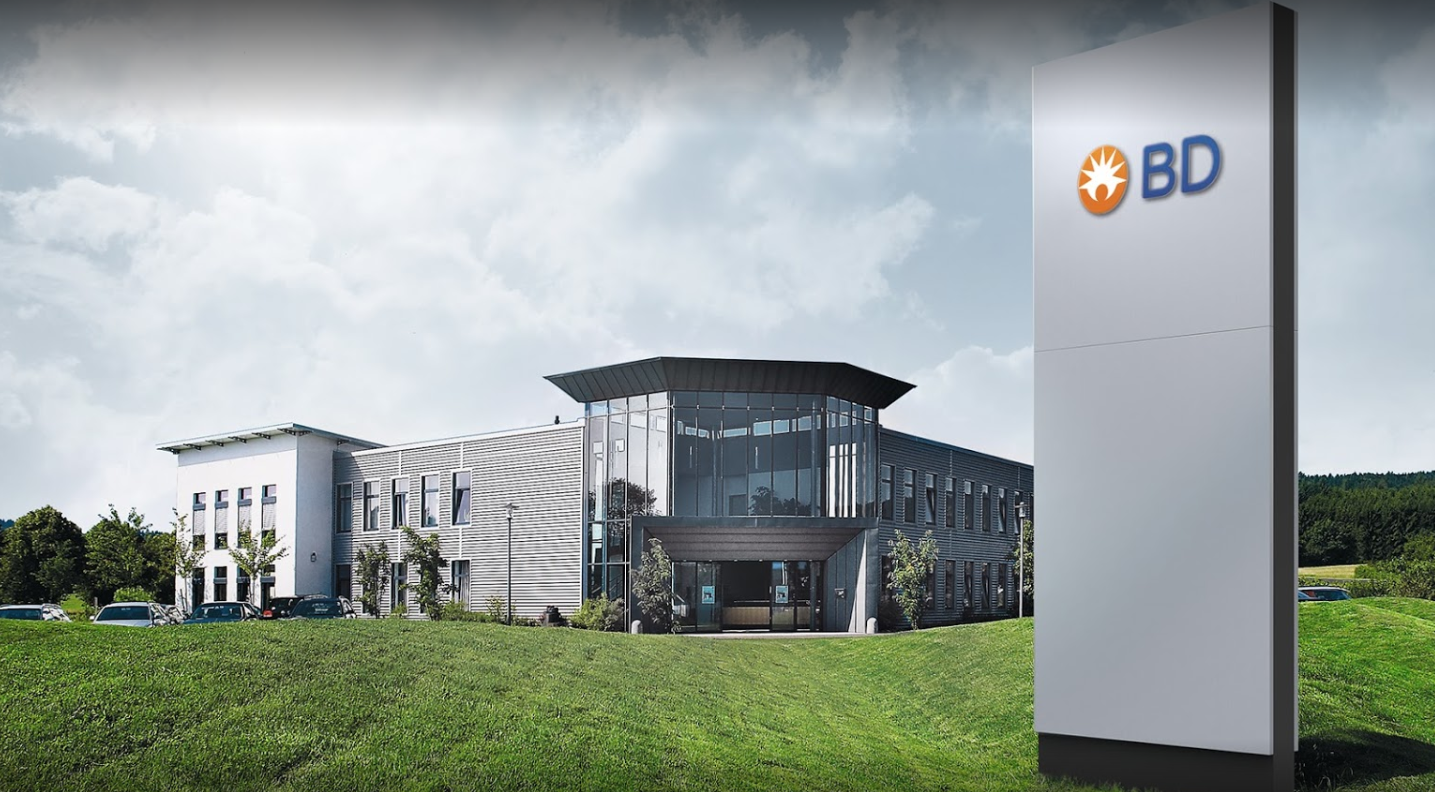
Standort Kelberg, Deutschland

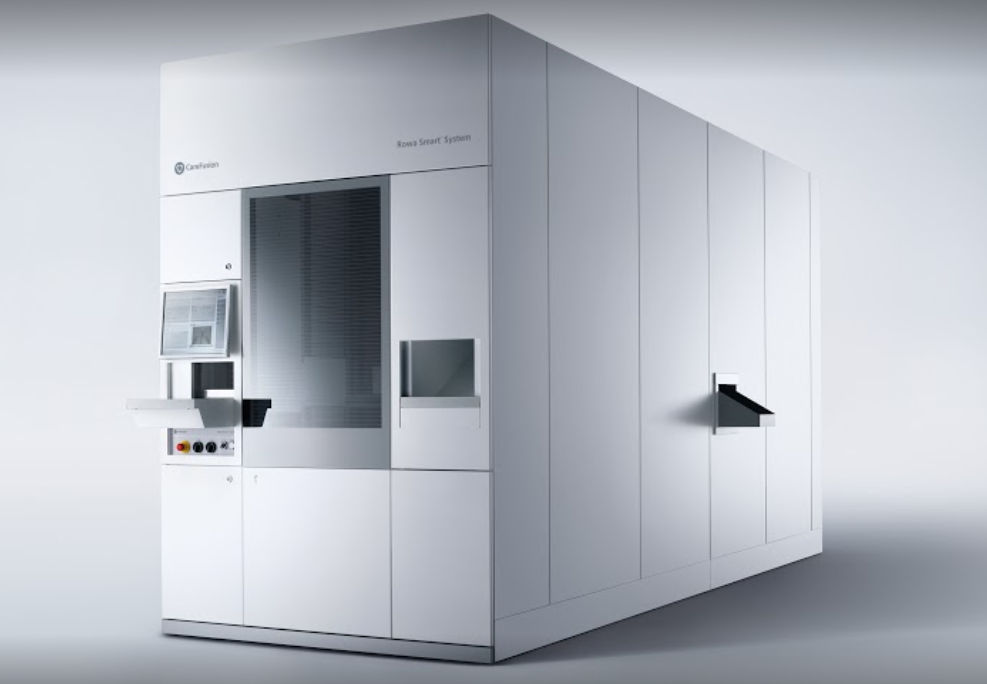
Kommissionierautomat Rowa Smart

Die Becton Dickinson Rowa Germany GmbH ist ein 1996 als Rowa Automatisierungssysteme GmbH in Kelberg gegründetes Unternehmen und unter der heutigen Firmierung Becton Dickinson Rowa Germany GmbH Marktführer für automatische Warenlager in Apotheken und Krankenhäusern, sogenannte Kommissioniersysteme. 
In den Anlagen werden die Medikamente eingescannt, eingelagert und per Fördertechnik an die Verkaufstheke der Apotheke ausgegeben. Das Unternehmen mit Sitz in Kelberg/Eifel beschäftigt über 500 Mitarbeiter. In Dänemark, Italien, Niederlanden und Schweden bestehen Tochterfirmen. 2011 erreichte Rowa einen Umsatz von ca. 64 Millionen Euro und gehört damit zu den 100 umsatzstärksten Unternehmen in Rheinland-Pfalz. Rowa wurde 2011 in das amerikanische Medizintechnik-Unternehmen CareFusion, San Diego, integriert.

## Geschichte
Die CareFusion 326 GmbH (ehemals Rowa Automatisierungssysteme GmbH) wurde 1996 durch Rudolf Wagner und Markus Willems gegründet. Die Geschäftsführung wurde 2006 durch Dirk Wingenter und 2009 durch Christian Klas erweitert. Seit 2011 ist Jean-Michel Deckers Teil der Geschäftsführung.
Die Unternehmensidee ist der Anregung eines Apothekerehepaars entsprungen, das sich Erleichterungen in den Arbeitsprozessen der Apotheke wünschte. 1997 wurde das erste automatische Warenlager in einer Apotheke in Dresden installiert, bis heute arbeiten 13.000 Apotheken und Krankenhäuser weltweit mit den Systemen von Rowa. Auf der Weltausstellung Expo 2000 wurde die Zukunftsapotheke „PharmaXie“ mit einem Kommissioniersystem von Rowa ausgestattet.

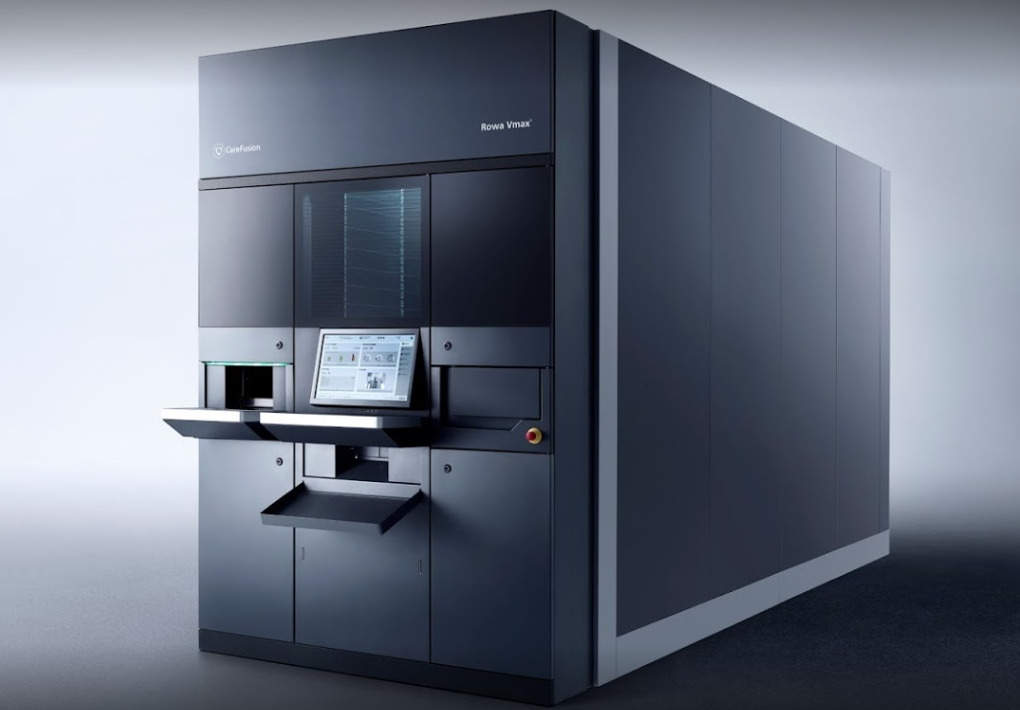
Kommissionierautomat Rowa Vmax

## Produkte
Rowa produziert und vertreibt automatische Warenlager für Apotheken. Diese Systeme werden individuell für jede Apotheke bzw. jedes Krankenhaus gefertigt und lagern die Medikamentenschachteln wie in einem Hochregallager chaotisch nach Größe und Höhenklassen.
Darüber hinaus gibt es Erweiterungen wie eine vollautomatische Einlagerung oder ein Beratungs- und Abgabeterminal für Apotheken, bei dem die Beratung des Patienten per Videokonferenz und die Medikamentenabgabe ferngesteuert erfolgt. Dieses sogenannte Visavia-System ist in Deutschland rechtlich umstritten und wurde nach einem Urteil des Bundesverwaltungsgerichts (Az. 3 C 30.09 und 31.09) nur in Teilfunktionen zugelassen. Im Ausland wird das Terminal vollumfänglich genutzt.

## Mitgliedschaften
- IDA – Innovationsakademie deutscher Apotheken
- Future Care – Informationsplattform für TeleHealth des Branchenverbands BITKOM
- MiA – Marketingverband innovativer Apothekendienstleister